# 長野県道372号三才大豆島中御所線
長野県道372号三才大豆島中御所線（ながのけんどう372ごう さんさいまめじまなかごしょせん）は、長野県長野市内を走る一般県道。

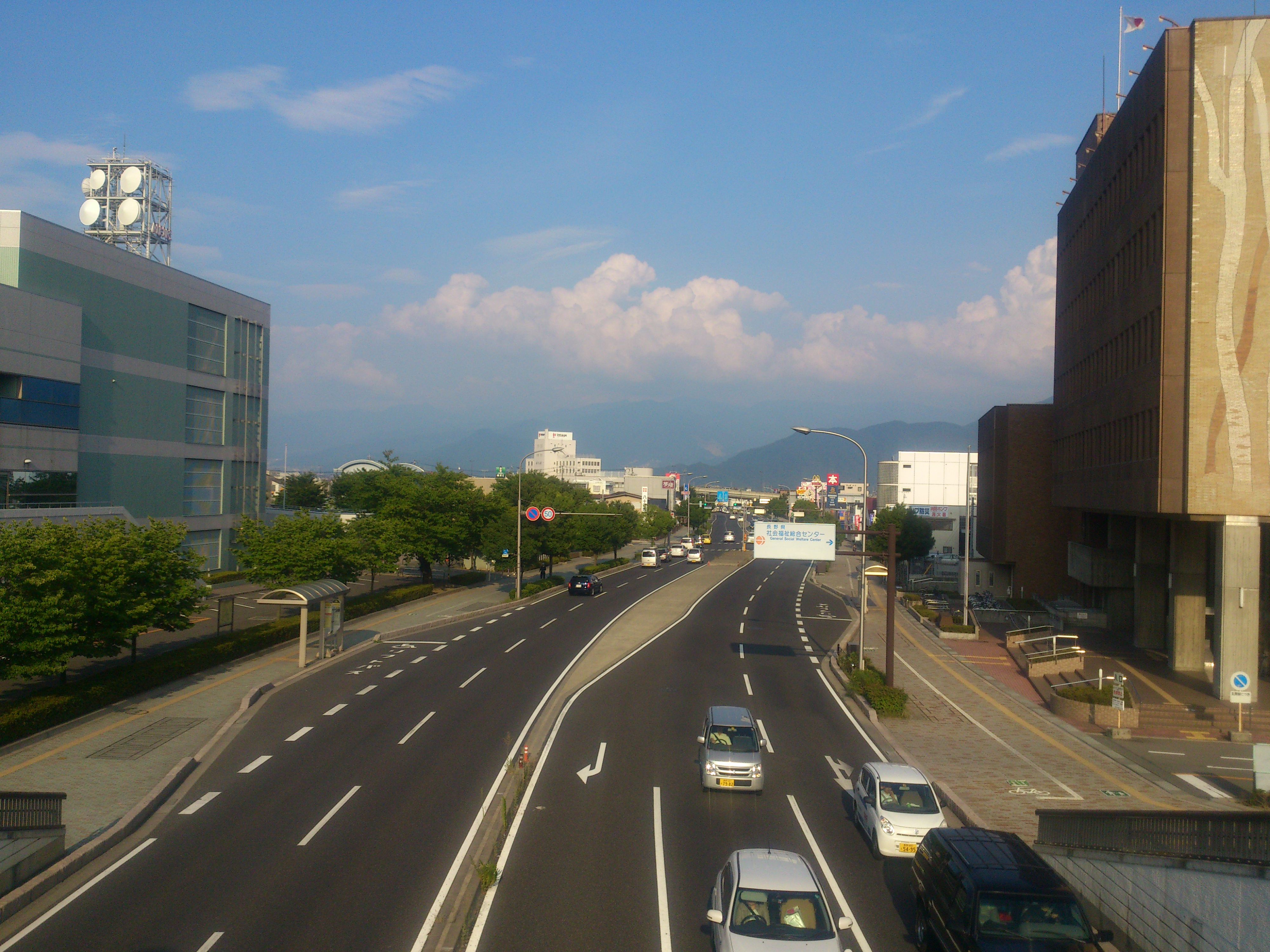
ビッグハット西交差点から若穂方面を望む（長野県長野市若里三丁目）

## 概要
長野市中部の東側を半円を描くように結ぶ路線で、一部が長野環状道路と重なる。
三才駅付近で長野県道399号長野豊野線から分かれ、1.5車線の狭隘路で古里地区・朝陽地区の田園・住宅地の中を進む。
北長池南交差点で右に折れ、長野オリンピックに伴い整備された暫定2車線の直線道路を進む。この区間（北長池南交差点 - 五輪大橋北交差点 - 大塚南交差点）は長野環状道路の一部を成す、東外環状線（長野東バイパス）にあたる。
五輪大橋北交差点で現道と新道に分かれる。現道は大豆島・松岡集落内の狭隘路を抜けるが、上千田交差点より先は国道18号長野バイパスの旧道にあたり、4車線道路となってビッグハットや長野赤十字病院の前を通り、川中島方面からの国道18号旧道である国道117号（県庁通り）と交差する荒木交差点で終点となる。
新道は五輪大橋有料道路を経てホワイトリング前を通り、国道18号（篠ノ井バイパス）と交差する大塚南交差点で終点となるが、道筋はそのまま国道19号長野南バイパスに続く。この新道は五輪大橋有料道路区間を除き4車線の広い道路となっている。

### 路線データ
- 起点：長野市三才（三才交差点＝長野県道399号長野豊野線交点）
- 終点：長野市若里五丁目（荒木交差点＝国道117号交点）
- 実延長：14.7km
- 幅員
  - 現道
    - 三才交差点 - 北長池南交差点： 1.5車線
    - 北長池南交差点 - 長野市大豆島地籍： 2車線
    - 長野市大豆島地籍 - 長野市松岡一丁目地籍： 1.5車線
    - 長野市松岡一丁目地籍 - 上千田交差点： 2車線
    - 上千田交差点 - 荒木交差点： 4車線

  - 新道
    - 五輪大橋北交差点 - 真島北村西交差点： 暫定2車線
    - 真島北村西交差点 - 大塚南交差点： 4車線

## 路線状況

### 重複区間
- 国道18号長野東バイパス（北長池南交差点 - エムウェーブ交差点）
- 長野県道34号長野菅平線（落合橋入口交差点 - 長野市大豆島地籍）

## 地理

### 通過する自治体
- 長野県
  - 長野市

### 交差する道路
※すべて長野市内
- 三才交差点（三才＝起点）
  - 長野県道399号長野豊野線
- 古里小学校前交差点（金箱）
  - 長野市道（北部幹線）
- 石渡・南堀交差点（南堀）
  - 長野県道374号北長野停車場中俣線
- 北尾張部交差点（北尾張部）
  - 国道18号（長野バイパス）
- 北長池南交差点（北長池）
  - 国道18号（長野東バイパス） - ※重複区間ここから
- エムウェーブ交差点（北長池）
  - 国道18号（長野東バイパス） - ※重複区間ここまで
  - 長野県道58号長野須坂インター線（エムウェーブ大通り）
- 落合橋入口交差点（大豆島）
  - 長野県道34号長野菅平線 - ※重複区間ここから
- 五輪大橋北交差点（大豆島上区）
  - 五輪大橋有料道路方面新道
- （大豆島上区地籍）
  - 長野県道34号長野菅平線 - ※重複区間ここまで
- 上千田交差点（稲葉上千田）
  - 国道18号（長野バイパス）
- 荒木交差点（若里五丁目＝終点）
  - 国道117号（県庁通り）

#### 五輪大橋有料道路経由新道

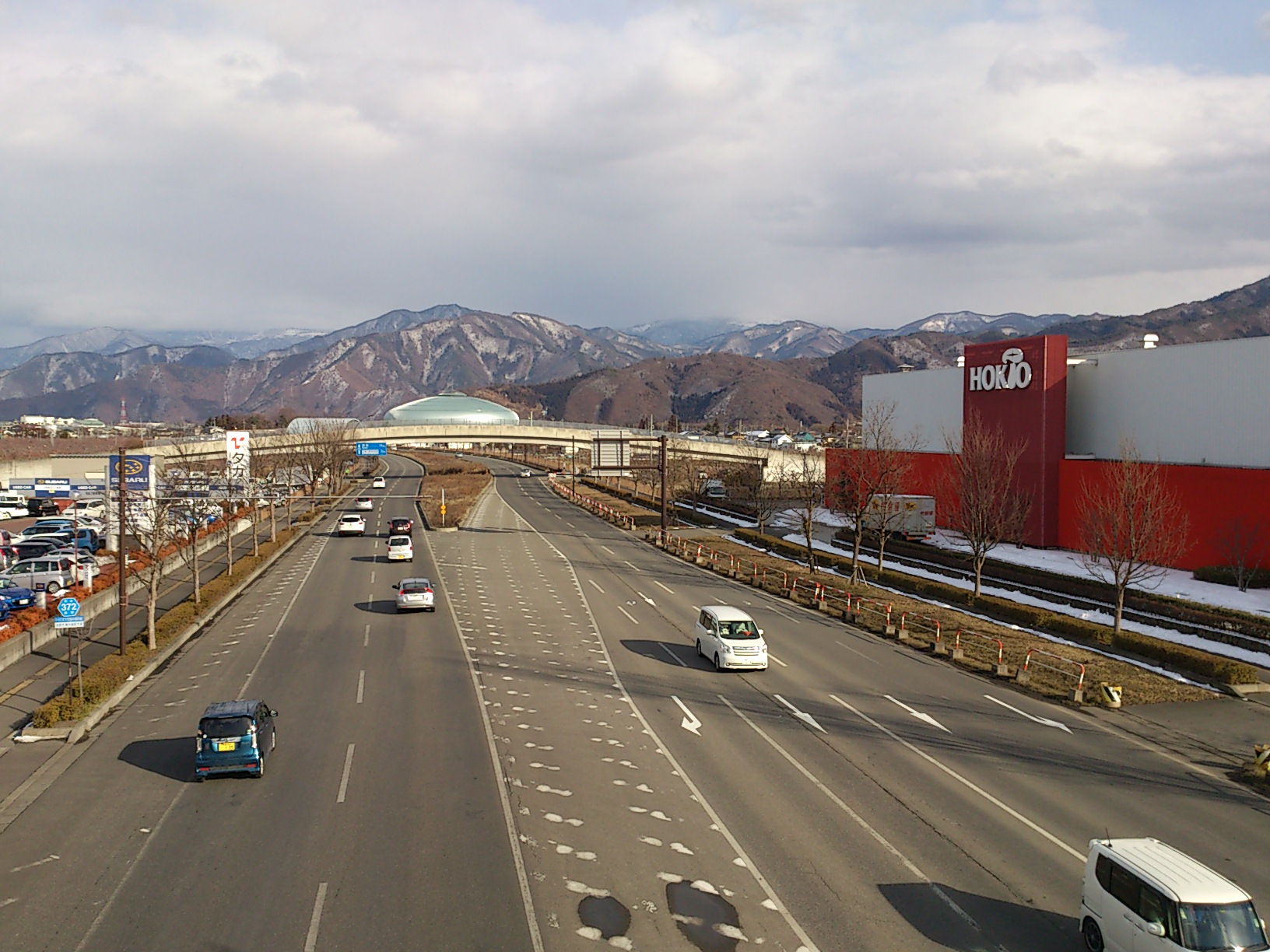
大塚南交差点から五輪大橋方面を望む。正面はホワイトリング

- 五輪大橋北交差点（大豆島上区＝新道起点）
  - 長野県道34号長野菅平線
- 真島北村西交差点（真島町真島）
  - 長野県道380号関崎川中島停車場線
- 大塚南交差点（青木島町大塚＝新道終点）
  - 国道18号（篠ノ井バイパス）

↓ 国道19号（長野南バイパス）

### 沿線
- 三才駅 - しなの鉄道北しなの線
- 長野市役所古里支所
- 長野市立古里小学校
- 朝陽駅 - 長野電鉄長野線
- 長野運動公園
  - アクアウィング - 長野オリンピックアイスホッケーB会場
  - 長野市営陸上競技場
  - 県営長野球場
- 長野県長野盲学校
- 長野市役所朝陽支所
- 長野市立朝陽小学校
- エムウェーブ - 長野オリンピックスピードスケート会場
- 長野県長野東高等学校
- 長野共同職業訓練校
- 長野市立犀陵中学校
- NHK長野放送局
- ビッグハット - 長野オリンピックアイスホッケーA会場
- 長野市若里市民文化ホール
- 水野美術館
- 長野市保健所
- 長野赤十字病院
- 信州大学若里キャンパス（工学部）

#### 五輪大橋有料道路経由新道
- 長野地方卸売市場
- 長野市立真島小学校
- ホワイトリング - 長野オリンピックフィギュアスケート会場